# Грощенко Олександр Сергійович
Олекса́ндр Сергі́йович Грощенко — український доброволець, військовослужбовець 242 ОБ ТрО 241 ОБрТрО міста Києва. Кавалер ордена «За мужність» ІІІ ступеня.

## Життєпис
Народився 18 грудня 1978 в  місті Київ. Закінчив Київський коледж міського господарства та Таврійський національний університет імені В. І. Вернадського. 
Під час Російського вторгнення в Україну з перших днів став на захист рідної країни та міста. Солдат, водій підрозділу 242 ОБ ТрО 241 ОБр ТрО. 
Загинув 30 травня 2022 між селищем Миронівка і Воздвиженка Бахмутського району Донецької області. Близько 5-ї ранку російські окупанти почали обстрілювати позиції українських захисників із мінометів, авіації і танків. В окоп, де перебував Олександр, влучив танковий снаряд. Похований 15.06.2022 року на кладовищі в м. Василькові на Київщині 